# Зятьково-Річенська сільська рада
Зя́тьково-Рі́ченська сільська рада (рос. Зятьково-Реченский сельский совет) — сільське поселення у складі Хабарського району Алтайського краю Росії.
Адміністративний центр — село Зятькова Річка.

## Історія
Селище Михайловка було ліквідоване 2011 року.

## Населення
Населення — 655 осіб (2019; 833 в 2010, 1223 у 2002).

## Склад
До складу сільської ради входять:
| Населений пункт      | Населення, осіб (2002) | Населення, осіб (2010) |
| -------------------- | ---------------------- | ---------------------- |
| Восточний, селище    | 30                     | 0                      |
| Зятькова Річка, село | 1024                   | 679                    |
| Михайловка, селище   | 0                      | -                      |
| Поперечне, селище    | 169                    | 154                    |